# 금어초
금어초(金魚草, 영어: Snapdragon, Antirrhinum majus)는 북아프리카·남유럽이 원산지인 여러해살이풀이다. 관상용으로 재배하는 것은 한해살이풀 또는 두해살이풀이며 높이 20-80cm 정도이다. 줄기의 기부는 다소 목질화하고 잎은 어긋나거나 마주나며 긴타원형 바소꼴이다. 꽃받침은 5갈래로 깊이 갈라지며 각 열편은 모양이 다소 다른데 넓은 타원형으로 가는 털이 빽빽이 난다. 꽃부리는 가면상이고 기부가 두툼한 입술꼴이다 꽃자루에는 선모가 있고 수술은 4개인데 2개씩 길이가 다르다. 삭과는 일그러진 달걀꼴이고 밑부분이 꽃받침으로 싸여 있으며 끝에 암술대가 달려 그 윗부분에서 구멍이 뚫어져 씨가 나온다. 꽃은 총상꽃차례로 가지 끝에 피며 기본종은 자색이지만 원예종에는 백색·담홍색·농홍색 등 여러 가지가 있다.

## 참고 자료
- 이 문서에는 다음커뮤니케이션(현 카카오)에서 GFDL 또는 CC-SA 라이선스로 배포한 글로벌 세계대백과사전의 내용을 기초로 작성된 글이 포함되어 있습니다.